# Dušan Kožušník
Dušan Kožušník (* 28. srpna 1969 Český Těšín) je ředitel a zakladatel společnosti Compelson. Od začátku 90. let podniká a se svou firmou pomohl založit obor forenzní analýza mobilních telefonů. Je expertem na bezpečnost mobilních telefonů. Odborně přednáší pro bezpečnostní složky po celém světě na konferencích či diplomatických setkáních.

## Studium
Střední školu elektrotechnickou, na které byl velmi respektovaným vyučujícím jeho otec, vystudoval v Rožnově pod Radhoštěm. Během studia střední školy se začal seznamovat s programovacími jazyky a účastnil se jak výpočetního kroužku, tak středoškolské odborné činnosti (obdoba matematické olympiády). V roce 1985 vyhrál okresní kolo SOČ s prací "Řešení elektrických obvodů na osobním mikropočítači". Díky vítězství v okresním kole se kvalifikoval do krajského kola. To se mu podařilo vyhrát s robotem řízeným mikropočítačem. Robot dokázal zvedat, otáčet a přemisťovat nejrůznější předměty a také vyřešit hlavolam hanojská věž.
Díky vítězství v středoškolské odborné činnosti si mohl vybrat studium na jakékoliv vysoké škole bez nutnosti přijímacích zkoušek. Pro studium si vybral katedru počítačů na Českém vysokém učení technickém. Během studia vysoké školy patřil k premiantům, díky čemuž se stal administrátorem výpočetního sálu s tehdy nejlepšími dostupnými počítači, ke kterým měl téměř nepřetržitý přístup, takže mohl počítače zkoumat. Díky vynikajícím studijním výsledkům získával nejvyšší možné prospěchové stipendium, které použil k založení firmy. 

## Podnikání
Při studiu počítačů na začátku 90. let zkoumal Dušan Kožušník operační systémy a zjistil, že architektura IBM PC byla z hlediska bezpečnosti navržena velmi špatně. Nedostatek se rozhodl vylepšit a založil tak v roce 1991 společnost Compelson. Jako první vytvořil kus hardwaru, který se do PC vložil podobně jako grafická karta a rozšířil jej o potřebné bezpečnostní vrstvy. Hardware a software, který s kolegou vytvořili, tak zabezpečovaly počítač a fungovaly jako antivirová ochrana. Očekával, že antivirus nebude v budoucnu potřeba, protože se Microsoft zasadí o lepší kvalitu Windows, která budou bezpečnější. Antivirovou ochranu počítačů proto v polovině 90. let opustil a začal vyvíjet čtečky a software pro SIM karty. Produkt SIMedit fungoval jako správce dat pro mobilní SIM karty, na které se ukládala veškerá data v telefonu. SIMedit se používal globálně a získal úspěch zejména v oblastech vyšetřování u organizací jako FBI, Scotland Yard, Interpol a podobně. Tím Dušan Kožušník pomohl založit obor forenzní analýza mobilních telefonů, ve kterém dále pokračoval.
Produkt SIMedit vedl na konci 90. let k vývoji softwaru MOBILedit, který slouží ke správě dat v mobilních telefonech. MOBILedit umožňuje například hromadné posílání SMS zpráv z prostředí PC nebo správu a úpravu kontaktů a médií. Právě díky možnosti spravovat data v telefonech byl software také oblíbený u vyšetřovacích složek a firma Compelson tak pokračovala v celosvětovém úspěchu. V roce 2019 Compelson doposud dodal produkty do více než 163 zemí a software firmy používají miliony lidí. MOBILedit je pokládán za první software pro vyšetřování mobilních telefonů na světě. V roce 2019 je vlajková loď společnosti Compelson verze produktu MOBILedit Forensic Express, který Dušan Kožušník jezdí prezentovat na odborné konference (jako například pro Interpol) po celém světě. Cesty na odborné konference doplňuje také diplomatickými setkáními za účelem zvýšení efektivity vyšetřovacích složek v daných zemích, kde pomáhá nejen s vyšetřováním mobilních telefonů, ale také s odbornými školeními a zařízením forenzních laboratoří. V roce 2019 má společnost Compelson 3 hlavní produkty - MOBILedit Forensic Express, MOBILedit Phone Manager a Phone Copier Express. V uvedeném roce také Kožušník postavil v Praze forenzní laboratoř, kde nabízí pro vyšetřovací složky a odbornou veřejnost pokročilé odemykání mobilních zařízení na zakázku.